# Ewald Schulz (Musikdirektor)
Ewald Schulz (* 21. März 1856 in Saalfeld; † 7. April 1942 in Bodenwerder) war ein deutscher Musikdirektor.

## Biografie
Schulz war der Sohn eines Musiklehrers. Er lernte schon früh das Geigenspiel. Er war bereits Ende der 1870er Jahre Konzertmeister in Berlin und besuchte auf Konzertreisen verschiedene Städte, so auch Bremen. 1880 wurde er Leiter des Musikkorps des 1866 gegründeten 1. Hanseatischen Infanterie-Regiments Nr. 75, das seinen Sitz in der Bremer Neustadt hatte. Der in Bremen beliebte Schulz führte hier volkstümliche und klassische Konzerte im Parkhaus im Bürgerpark, in der Tonhalle, im Casino (Auf den Häfen 106) und in der Union (Am Wall 102) durch. 1905 wurde er von Preußen zum Königlichen Musikdirektor ernannt.